# Спортьелло, Марко
Ма́рко Спортье́лло (итал. Marco Sportiello; род. 10 мая 1992, Дезио) — итальянский футболист, вратарь клуба «Аталанта».

## Карьера
Спортьелло является воспитанником футбольного клуба «Аталанта». После выпуска из молодёжной академии клуба он в 2010 году перешёл в клуб «Сереньо» из Серии D (пятый дивизион чемпионата Италии) по договору совладения. Летом 2011 года, после того, как Спортьелло провёл за «Сереньо» 28 матчей, «Аталанта» выкупила вторую половину прав на игрока и аналогичным образом отправила его в клуб «Поджибонси», который выступал в Серии C2 (четвёртый дивизион чемпионата Италии). Там за сезон Спортьелло отыграл 34 матча, после чего вновь вернулся в «Аталанту». Летом 2012 года клуб отдал молодого вратаря в годичную аренду клубу Серии C1 (третий дивизион) «Карпи». Там Спортьелло был основным вратарём и помог команде повыситься в классе.
В сезоне 2013/14 Спортьелло оставался в «Аталанте», был третьим вратарём после Андреа Консильи и Джорджо Фреццолини. 4 декабря 2013 года Спортьелло дебютировал в основном составе «Аталатны», отыграв полный матч в Кубке Италии против «Сассуоло» (2:0). Его дебют в Серии A состоялся 12 января 2014 года в матче против «Катании» (2:1). В сезоне 2014/15 Спортьелло стал основным вратарём «Аталанты».
В январе 2017 года Спортьелло был отдан «Фиорентине» в аренду до конца сезона. Дебютировал в составе команды 29 января в матче против «Дженоа», в котором пропустил три гола.
Летом 2018 года перешёл на правах аренды в «Фрозиноне».

## Достижения
«Милан»
- Обладатель Суперкубка Италии: 2024